# Eiji Okuda
Toyoake Andō (安藤 豊明 Andō Toyoake?,  Kasugai, Prefectura de Aichi, 18 de marzo de 1950), mejor conocido bajo su nombre artístico de Eiji Okuda (奥田 瑛二 Okuda Eiji?), es un actor y director de cine japonés.

## Biografía
En 1990, Okuda fue nominado en la categoría de mejor actor en los Premios de la Academia Japonesa por su actuación como Sen no Rikyū en la película homónima. Ganó el premio al mejor actor en la edición número 37 de los Premios Blue Ribbon por Bo no Kanashimi.
Hizo su debut como director en 2001, también habiendo protagonizado varias películas que dirigió. En 2011, apareció en el primer capítulo de la telenovela brasileña Morde & Assopra, interpretando a un científico. 
Está casado con la ensayista y tarento Kazu Andō, con quien tiene dos hijas: Momoko (n. 1982) y Sakura (n. 1986). Momoko es directora de cine, mientras que Sakura es actriz.

## Filmografía

### Como actor

#### Películas
- 1986 Umi to Dokuyaku
- 1989 Sen no Rikyu: Honkakubô ibun
- 1991 The Pianist
- 1992 Hikarigoke
- 1994 Bo no Kanashimi
- 2001 Shōjo
- 2004 Runin: Banished
- 2005 Otoko-tachi no Yamato como Capitán Kōsaku Aruga
- 2006 Nagai Sanpo
- 2009 Goemon como Toyotomi Hideyoshi
- 2009 Chanto Tsutaeru
- 2011 Dirty Hearts
- 2012 Rurouni Kenshin como Yamagata Aritomo
- 2015 Blood Bead
- 2016 64: Part I como Arakida
- 2016 64: Part II como Arakida
- 2016 Sekai kara neko ga kietanara
- 2016 Kioto
- 2018 Niwatori Star
- 2018 Chiri Tsubaki
- TBA Issa

#### Televisión
- 1976 Enban Sensō Bankid - Noboru Tenma/Bankid Pegasus
- 1983 Tokugawa Ieyasu]] – Matsudaira Katsutaka
- 1987 Dokuganryū Masamune – Ishida Mitsunari
- 1994 Hana no Ran – Ikkyū
- 2013 Yae no Sakura – Sakuma Shōzan
- 2015 Hana Moyu – Tamaki Bun'noshin
- 2015 Keisei Saimin no Otoko Part 2 – Kiyochika Iwashita
- 2016 Kyoaku wa Nemurasenai – Kiichi Hase
- 2017 Black Leather Notebook – Kenji Narabayashi

### Como director
- 2001 Shōjo
- 2004 Runin: Banished
- 2006 Nagai Sanpo
- 2008 Kaze no sotogawa
- 2013 Kyoko to Shuichi no baai